# Ultimate Christmas
Ultimate Christmas es un álbum de compilación por The Beach Boys lanzado en 1998, por el sello Capitol Records. Hace un breve repaso desde The Beach Boys' Christmas Album de 1964, con distintas versiones del célebre "Little Saint Nick", incluyendo el extraño y difícil de conseguir "Child of Winter (Christmas Song)" un sencillo de 1974. También tiene pistas de un álbum que se iba a llamar Merry Christmas from the Beach Boys, que se iba a publicar en 1977, pero fue rechazado por el sello. Algunas canciones se regrabaron para el álbum M.I.U. Album del año siguiente.
Este álbum reúne casi todas las canciones que la banda ha grabado y publicado sobre la Navidad. En el año 2004 Capitol reeditó el álbum como Christmas with the Beach Boys, en esencia es la misma compilación con una portada nueva y una canción, "Christmas Time is Here Again", retirada de la lista de canciones.

## Lista de canciones
1. "Little Saint Nick" (Brian Wilson/Mike Love) – 2:01
  - Mike Love en voz principal
  - Versión de disco: diferente versión al sencillo mono de 1963
2. "The Man with All the Toys" (Brian Wilson/Mike Love) – 1:32
  - Brian Wilson y Mike Love en voz principal
3. "Santa's Beard" (Brian Wilson/Mike Love) – 2:00
  - Mike Love en voz principal
4. "Merry Christmas, Baby" (Brian Wilson) – 2:21
  - Mike Love en voz principal
5. "Christmas Day" (Brian Wilson) – 1:47
  - Al Jardine en voz principal
6. "Frosty the Snowman"(Steve Nelson/Jack Rollins) – 1:54
  - Brian Wilson en voz principal
7. "We Three Kings of Orient Are" (John Henry Hopkins) – 4:03
  - Brian Wilson y Mike Love en voz principal
8. "Blue Christmas" (Billy Hayes/Jay W. Johnson) – 3:09
  - Brian Wilson en voz principal
9. "Santa Claus is Coming to Town" (J. Fred Coots/Haven Gillespie) – 2:20
  - Brian Wilson y Mike Love  en voz principal
10. "White Christmas" (Irving Berlin) – 2:29
  - Brian Wilson en voz principal
11. "I'll Be Home for Christmas" (Kim Gannon/Walter Kent/Buck Ram) – 2:44
  - Brian Wilson en voz principal
12. "Auld Lang Syne" (Trad. Arr. Brian Wilson) – 1:19
  - Brian Wilson, Mike Love, Carl Wilson, Al Jardine y Dennis Wilson en voz principal
  - Lanzado también en The Beach Boys' Christmas Album de 1964
13. "Little Saint Nick" (versión de sencillo) (Brian Wilson/Mike Love) – 2:08
  - Mike Love en voz principal
14. "Auld Lang Syne" (versión alterna) (traducida y arreglada por Brian Wilson) – 1:23
  - Brian Wilson, Mike Love, Carl Wilson, Al Jardine y Dennis Wilson en voz principal
15. "Little Saint Nick" (versión alterna) (Brian Wilson/Mike Love) – 2:04
  - Brian Wilson y Mike Love en voz principal
  - Esta versión utiliza la melodía de "Drive-In" del álbum All Summer Long
16. "Child of Winter (Christmas Song)" (Brian Wilson/Stephen Kalinich) – 2:49
  - Brian Wilson y Mike Love en voz principal
  - Únicamente editado como sencillo en 1974
17. "Santa's Got an Airplane" (Alan Jardine/Brian Wilson/Mike Love) – 3:09
  - Mike Love y Al Jardine en voz principal
  - Lanzado como "Loop De Loop (Flip Flop Flyin' In An Aeroplane)" en Endless Harmony Soundtrack en el año 1998
18. "Christmas Time is Here Again" (Buddy Holly/Norman Petty/Jerry Allison/letras nuevas por Al Jardine) – 3:02
  - Al Jardine en voz principal
  - Editado como "Peggy Sue" en M.I.U. Album de 1978
19. "Winter Symphony" (Brian Wilson) – 3:00
  - Brian Wilson en voz principal
20. "(I Saw Santa) Rockin' Around The Christmas Tree" (Brian Wilson/Al Jardine) – 2:23
  - Al, Matt y Adam Jardine en voz principal
21. "Melekalikimaka" ("Kona Christmas") (Alan Jardine/Mike Love) – 2:34
  - Mike Love y Al Jardine en voz principal
  - Revisado y editado como "Kona Coast" en M.I.U. Álbum de 1978
22. "Bells of Christmas" (Alan Jardine/Ron Altbach/Mike Love) – 2:44
  - Mike Love en voz principal
  - Revisado y editado como "Belles of Paris" en M.I.U. Album de 1978
23. "Morning Christmas" (Dennis Wilson) – 3:22
  - Dennis Wilson en voz principal
24. "Toy Drive Public Service Announcement" – 1:23
  - Grabado en 1977
25. "Dennis Wilson Christmas Message" – 0:31
  - Grabado en 1977
26. "Brian Wilson Christmas Interview" – 2:35
  - Grabado en 1964